# Tornets fall
Tornets fall är del 8 i Robert Jordans fantasyserie Sagan om Drakens Återkomst (Wheel of Time). På engelska: The Shadow Rising och den kom ut 1997. Den är översatt av Jan Risheden.
| Föregående bok: Skuggan växer | Sagan om Drakens Återkomst | Nästa bok: Klanernas uppbrott |